# Magnus Wieselgren

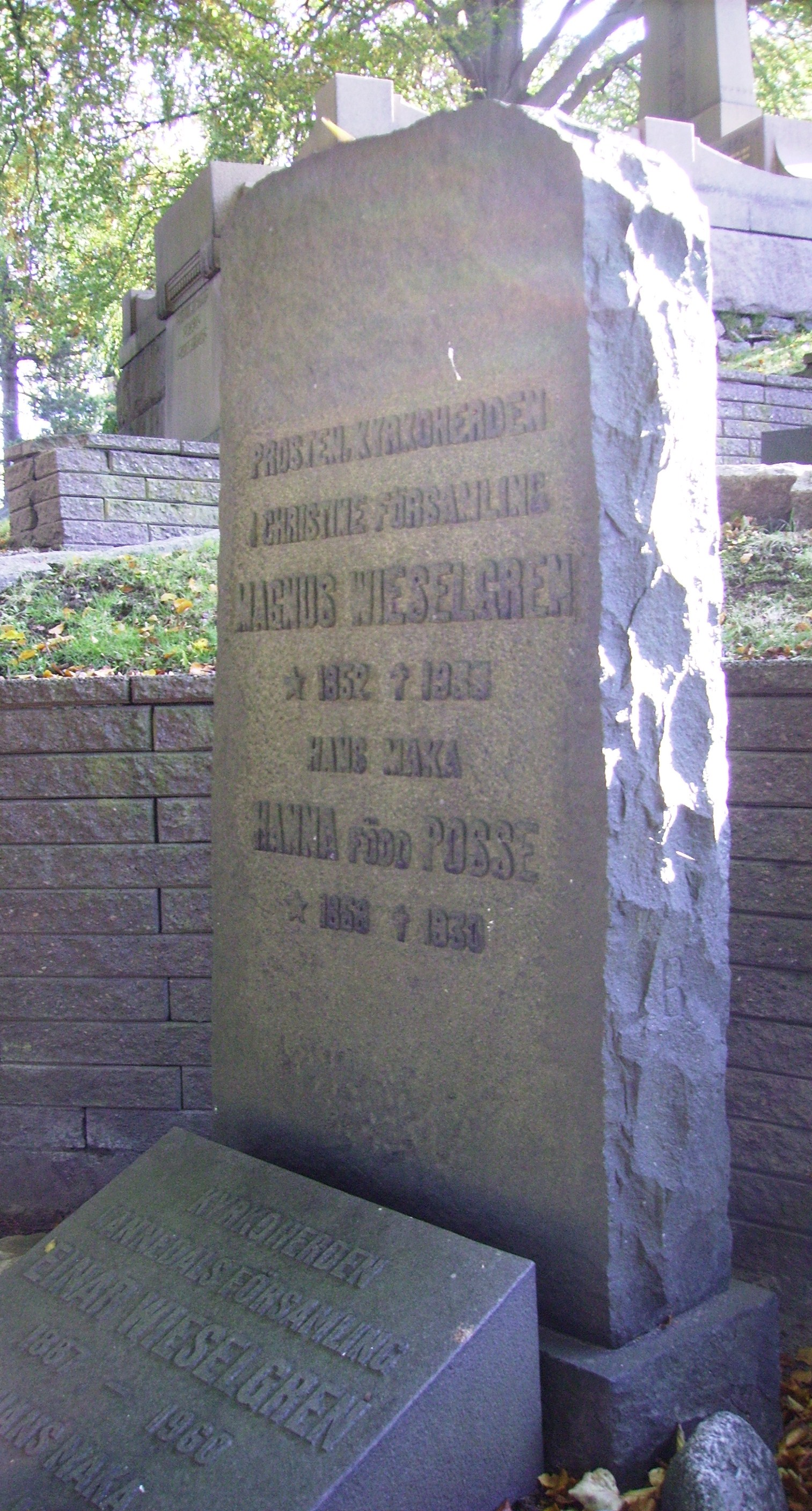
Magnus Wieselgrens gravvård på Östra kyrkogården i Göteborg.

Jonas Magnus Natanael Wieselgren, född 19 september 1852 i Helsingborg, död 8 april 1933 i Göteborg, var en svensk präst.  

## Biografi
Efter studier i Göteborg blev Wieselgren student vid Uppsala universitet 1874. Han avlade teoretisk teologisk examen på våren 1878 och praktisk teologisk examen på hösten samma år, prästvigdes 20 december 1878 samt blev predikant vid Johanneskyrkan i Göteborg 27 december samma år. Wieselgren avlade pastoralexamen 13 december 1882 och blev komminister i Christinae församling 22 juni 1886. Han blev kyrkoherde i Stora Lundby utanför Göteborg 1897 och ordförande i kyrko- och skolrådet där samt kyrkoherde i Christinae församling i Göteborg 1904. Han var inspektor för Östra Realläroverket i Göteborg 1906-1915 och för Folkskoleseminariet i Göteborg 1915-1925. Som kyrkoherde i Christinae var han ledamot av konsistorium för Göteborgs stift. År 1912 blev han prost honoris causa och senare ledamot av kyrkofullmäktige. Han var även ledamot av styrelsen för Kjellbergska och Hallska flickskolorna.

## Familj
Wieselgren var son till den riksbekante nykterhetsivraren, domprosten i Göteborg  Peter Wieselgren och Mathilda Katarina Wieselgren, född Rosenqvist 1816. Han var därmed bror till politikern Sigfrid Wieselgren och publicisten Harald Wieselgren samt far till kyrkoherden Einar Wieselgren.
Magnus Wieselgren gifte sig  19 september 1880 med grevinnan Johanna Aurora Catarina (Hanna) Posse, född 8 februari 1858 i Klockrike, Östergötland som dotter till greve Carl Knut Johan Posse av grevliga ätten Posse och Katarina Fredrika Posse, född von Baumgarten. Barn: Signe Katarina (1881–1882), Elin (född 1882), Blenda (1885–1893) och Einar (född 1887).
Magnus Wieselgren ligger begravd på Östra kyrkogården i Göteborg.